# Griechische Feigen
Griechische Feigen aus dem Jahr 1977 ist eine erotische Komödie des Regisseurs von Revuefilmen und Sexklamotten Siggi Götz (Siegfried Rothemund) mit Betty Vergès in der Hauptrolle. 

## Handlung
Patricia hat gerade ihr Abitur hinter sich und soll zum Studium von Athen nach München fliegen. Stattdessen verschenkt sie am Flughafen ihr Ticket und begibt sich auf eine erotische Odyssee. Sie lernt Männer und Frauen für Abenteuer kennen, indem sie sie unbefangen anquatscht; anderen spielt sie Streiche. Ihre Erlebnisse und Gedanken spricht sie regelmäßig auf Kassette auf. Ein Bürger hat seine Ehefrau zum Flughafen gebracht und bietet Patricia an, sie in die Stadt zu fahren. Bei ihm zu Hause legt sie ihre Kleidung bis auf den Slip ab und wartet, bis die sprachlos werdende Gattin eintrifft. Nur Patricia, nicht der Ehemann, hatte beobachtet, dass die Ehefrau ihren Flug verpasst hat. Mit Geschick und Cleverness entkommt die Abiturientin anschließend einer Vergewaltigung zweier deutscher Typen, die sie in ihrem VW Karmann Ghia Cabrio mitgenommen haben. Einmal beobachtet sie ein Touristenpärchen beim Sex und übernachtet dann mit ihnen in deren Zelt. Später wird sie spontan für Nacktfotos mit dem Fotomodell Amanda engagiert, der gutaussehende Fotograf entpuppt sich aber als schwul.
In einem Hafen trifft sie den in Griechenland lebenden Deutschen Tom, der gerade Urlaub hat und mit dem sie eine Yachttour durch die Ägäis macht und eine Romanze beginnt. Die zwei Typen von zuvor spalten die Beziehung, indem sie dem eifersüchtigen Tom erzählen, Patricia hätte Sex für Geld. Tom verlässt sie, aber Patricia sucht ihn in Piräus auf und die Liebesgeschichte setzt sich fort.

## Weiteres
Griechische Feigen entstand vom 28. September bis zum 28. Oktober 1976 in Griechenland und München. Auch in der deutschen Originalversion ist der Film vollsynchronisiert, d. h. die Tonspur wurde erst nach den Filmaufnahmen im Tonstudio erstellt. Das war einerseits beim deutschen Film damals so üblich, andererseits umging man so das Problem, dass die Hauptdarstellerin französische Muttersprachlerin ist.
Thomas Fritsch hatte in dem Film einen Cameo-Auftritt. Auch Produktionsleiter Erich Tomek spielt am Anfang des Films als „Herr Doktor“ mit. 
Uraufführung war am 20. Januar 1977. Griechische Feigen spielte laut dem Branchenblatt der Filmförderungsanstalt „kinopress“ in nur 49 Tagen über 639.000 $ ein und war besonders in England erfolgreich. Im Jahr 1999 entstand in Hongkong unter dem Titel The Fruit is Ripe ein auf dem deutschen Original basierendes Remake mit mehreren Fortsetzungen.
Die Sexkomödie gehört mit zu den Filmen, mit denen der Fernsehsender RTL plus Anfang der 1990er Jahre auf Quotenfang ging. Diese Filme liefen spätabends und hatten erstaunliche Marktanteile. Erstsendung bei RTL war am 10. März 1990. Olivia Pascal wurde später vor allem durch die Musikshow Bananas und die Krimiserie SOKO 5113 bekannt.

## Kritiken
- Filmecho/Filmwoche: „Die griechischen Gestade, reiseprospektreif fotografiert von Heinz Hölscher, geben eine entsprechend dekorative Kulisse und die gut gewachsene Betty Verges in der Hauptrolle ist ein rundherum deliziöser Anblick.“

- Heyne Filmlexikon (1996): „Stellenweise zotiger Sexfilm mit touristischen Aufnahmen.“

- Filmbeobachter 5/77: „Oberflächlicher, unwirklicher, alles 'verschönernder' Soft-Porno ohne Bedeutung.“